# Grytabergsbranten
Grytabergsbranten este o arie protejată (arie specială de conservare — SAC, sit de importanță comunitară — SCI, arie de protecție specială avifaunistică — SPA) din Suedia întinsă pe o suprafață de 71,1 ha, integral pe uscat.

## Localizare
Centrul sitului Grytabergsbranten este situat la coordonatele 61°32′33″N 15°45′28″E / 61.5425°N 15.7578°E.

## Înființare
Situl Grytabergsbranten a fost declarat sit de importanță comunitară în iulie 2000 pentru a proteja 4 specii de animale. Alte tipuri de protecție:
- arie de protecție specială avifaunistică (în iulie 2000)[2]
- arie specială de conservare (în martie 2011)[1][3][4]

## Biodiversitate
Situată în ecoregiunea boreală, aria protejată conține 3 habitate naturale: Mlaștini turboase de tranziție și turbării mișcătoare, Mlaștini împădurite, Taiga vestică.
La baza desemnării sitului se află mai multe specii protejate de  păsări (4): cocoșul de mesteacăn (Bonasa bonasia), ciocănitoare de munte (Picoides tridactylus), ciocănitoare verzuie (Picus canus),  cocoș de munte (Tetrao urogallus).